# Jerusalem Challenger 1998
Il Jerusalem Challenger 1998 è stato un torneo di tennis facente parte della categoria ATP Challenger Series nell'ambito dell'ATP Challenger Series 1998. Il torneo si è giocato a Gerusalemme in Israele dal 4 al 9 maggio 1998 su campi in cemento.

## Vincitori

### Singolare
Neville Godwin ha battuto in finale  Gabriel Trifu con il punteggio di 6–4, 7–6

### Doppio
Noam Behr /  Eyal Erlich hanno battuto in finale  Neville Godwin /  David Nainkin per walkover